# Diocesi di Luziânia
La diocesi di Luziânia (in latino Dioecesis Lucianiensis) è una sede della Chiesa cattolica in Brasile suffraganea dell'arcidiocesi di Brasilia. Nel 2023 contava 608.300 battezzati su 1.031.000 abitanti. È retta dal vescovo Francisco Agamenilton Damascena.

## Territorio
La diocesi comprende 9 comuni nella parte orientale dello stato brasiliano di Goiás: Luziânia, Águas Lindas de Goiás, Cidade Ocidental, Cristalina, Mimoso de Goiás, Novo Gama, Padre Bernardo, Santo Antônio do Descoberto e Valparaíso de Goiás.
Sede vescovile è la città di Luziânia, dove si trova la cattedrale di Nostra Signora dell'Evangelizzazione (Nossa Senhora da Evangelização).
Il territorio si estende su una superficie di 16.424 km² ed è suddiviso in 33 parrocchie.

## Storia
La diocesi è stata eretta il 29 marzo 1989 con la bolla Pastoralis prudentia di papa Giovanni Paolo II, ricavandone il territorio dalle diocesi di Anápolis, di Ipameri e di Uruaçu.

## Cronotassi dei vescovi
Si omettono i periodi di sede vacante non superiori ai 2 anni o non storicamente accertati.
- Agostinho Stefan Januszewicz, O.F.M.Conv. † (29 marzo 1989 - 15 settembre 2004 dimesso)
- Afonso Fioreze, C.P. † (15 settembre 2004 - 12 luglio 2017 ritirato)
- Waldemar Passini Dalbello (12 luglio 2017 succeduto - 5 febbraio 2025 nominato vescovo coadiutore di Anápolis)
- Francisco Agamenilton Damascena, dal 28 maggio 2025

## Statistiche
La diocesi nel 2023 su una popolazione di 1.031.000 persone contava 608.300 battezzati, corrispondenti al 59,0% del totale.
| anno | popolazione | popolazione | popolazione | presbiteri | presbiteri | presbiteri | presbiteri                | diaconi | religiosi | religiosi | parrocchie |
| anno | battezzati  | totale      | %           | numero     | secolari   | regolari   | battezzati per presbitero | diaconi | uomini    | donne     | parrocchie |
| ---- | ----------- | ----------- | ----------- | ---------- | ---------- | ---------- | ------------------------- | ------- | --------- | --------- | ---------- |
| 1990 | 300.000     | 400.000     | 75,0        | 14         | 4          | 10         | 21.428                    |         | 26        | 15        | 6          |
| 1999 | 500.000     | 600.000     | 83,3        | 38         | 18         | 20         | 13.157                    | 1       | 25        | 38        | 18         |
| 2000 | 500.000     | 700.000     | 71,4        | 33         | 15         | 18         | 15.151                    |         | 21        | 21        | 15         |
| 2001 | 500.000     | 700.000     | 71,4        | 35         | 14         | 21         | 14.285                    |         | 35        | 35        | 15         |
| 2002 | 500.000     | 700.000     | 71,4        | 35         | 16         | 19         | 14.285                    |         | 33        | 45        | 17         |
| 2003 | 500.000     | 730.000     | 68,5        | 34         | 16         | 18         | 14.705                    | 4       | 22        | 41        | 17         |
| 2004 | 500.000     | 700.000     | 71,4        | 37         | 19         | 18         | 13.513                    | 3       | 27        | 45        | 19         |
| 2013 | 624.000     | 776.000     | 80,4        | 55         | 29         | 26         | 11.345                    | 4       | 61        | 39        | 28         |
| 2016 | 639.000     | 815.600     | 78,3        | 57         | 30         | 27         | 11.210                    | 4       | 62        | 39        | 32         |
| 2019 | 654.000     | 834.350     | 78,4        | 57         | 30         | 27         | 11.473                    | 9       | 59        | 37        | 32         |
| 2021 | 600.335     | 942.365     | 63,7        | 63         | 34         | 29         | 9.529                     | 9       | 61        | 51        | 32         |
| 2023 | 608.300     | 1.031.000   | 59,0        | 62         | 36         | 26         | 9.811                     | 15      | 58        | 35        | 33         |